# 馬塞蘭·馬爾博
馬塞蘭·馬爾博，全名讓-巴蒂斯特-安托萬-馬塞蘭·馬爾博（Jean-Baptiste Antoine Marcelin Marbot，法語發音：[maʁsølɛ̃ maʁbo]；1782年8月18日—1854年11月16日），法兰西第一帝国下的骑兵长官。在路易-菲利普一世國王統治期間，他成為少将。
他的父親是讓-安托萬·馬爾博（1754年－1800年），哥哥是阿道夫·馬爾博（1781年－1844年）。

## 榮譽
- 法國榮譽軍團勳章（骑士级）: 1808年
- 法國榮譽軍團勳章（军官级）: 1813年
- 圣路易勋章（骑士级）: 1827年
- 法國榮譽軍團勳章（指挥官级）: 1831年
- 利奥波德勋章（指挥官级）: 1833年
- 法國榮譽軍團勳章（大军官级）: 1836年
- 櫟樹王冠勳章（大十字级）: 1842年

## 延伸閱讀
- （法文） Rabbe, Vieilh de Boisjolin, Sainte-Preuve. Marbot, Jean-Baptiste Antoine Marcelin （页面存档备份，存于）. Biographie universelle et portative des contemporains. Paris: Levrault, 1834.
- （法文） Marbot. Mémoires du Général Marbot （页面存档备份，存于）. Paris: Plon et Nourrit, 1891.
- （英文）  本条目包含来自公有领域出版物的文本: Chisholm, Hugh (编). .  (第11版). London: Cambridge University Press. 1911.

## 外部鏈接
- （法文） 讓-巴蒂斯特-安托萬-馬塞蘭·馬爾博 (莱奥诺雷数据库) （页面存档备份，存于）
- （法文） 介绍馬塞蘭·馬爾博 的生平，存于